# 7 card Stud

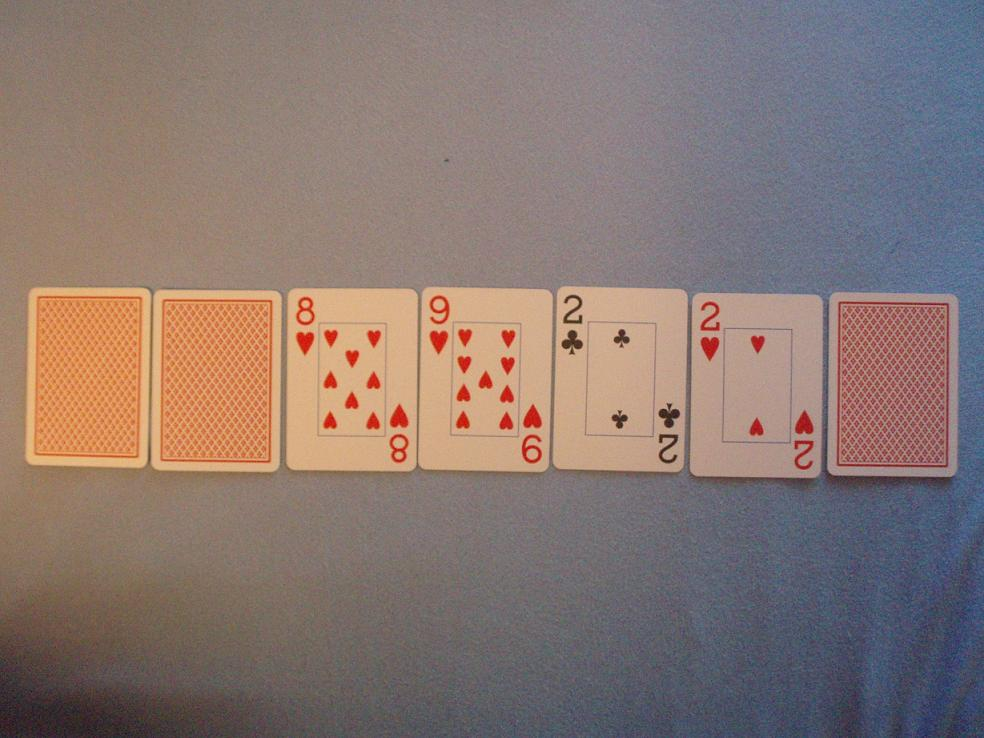
Példa seven card stud-ra

A 7 Card Stud a póker egy variánsa, a Texas Hold’Em térhódítása előtt a legnépszerűbb pókerjáték volt. 2-8 fő játszhatja.  
Idővel vissza kell mennünk az 1830-as évekre, hogy megtudjuk, mikor jelent meg a póker játékként az Egyesült Államokban A 7 Card Stud csak az 1800-as évek végén vált népszerűvé, ám ez a játék jóval több mint 100 éves. 
Nem egészen világos, hogy pontosan hol játszották a játékot először, de úgy tűnik, hogy az Egyesült Államok katonaságának köszönhetően elterjedt a játék az egész világon A Texas hold’em és az Omaha Póker manapság a 7 Card Stud fölé emelkedett a kedvenc játékok sorrendjében, ám a játék még mindig megtalálható a legtöbb kaszinóban.
A 7 Card Stud szintén elérhető minden jó online kaszinóban, és néhányuknak még a játék élő változatai is lesznek, valódi krupiékkal.
A 7 Card Stud variációi közé tartozik a Seven Card Stud Hi/Lo, ahol mind a magas, mind az alacsony kezek nyernek és Razz, amikor a teljes nyeremény a legalacsonyabb leosztásban lévő játékosnak van odaítélésben.

## A játék kezdete
Nincsenek közös lapok, hanem minden játékosnak saját lapjai vannak. Mindenki összesen hét lapot kap, ebből három zárt (azaz csak Te látod), és négy nyílt, azaz mindenki láthatja. A hold'emmel ellentétben itt nincs vak licit. Az osztás előtt minden játékos egyforma nagyságú tétet (ante) tesz be. (Ennek nagysága függ az aktuális limittől. $1/$2-es alapnál 25 cent a tét.) 7 Card Studot maximum nyolc ember játszhatja egyszerre.

## A játék menete
A tét berakása után mindenki három lapot kap: két zártat, és egy nyíltat (door card). A licitálást az az ember kezdi akinek a legkisebb a nyílt lapja. Ha egyformák, akkor a szín dönt (treff, káró, kör, pikk az erősorrend.) Az első licitálónak kötelező tennie. (Bring-in.) Annyi döntési lehetősége van, hogy ő választhatja meg, hogy a kisebbik limitet, vagy annak a felét teszi-e be. (Tehát $1/$2-es asztalnál 50 centet, vagy egy dollárt tehet.) A többiek tarthatják, vagy emelhetnek. Egy licit körben maximum háromszor lehet emelni.
Ezután ismét egy nyílt lapot osztanak. (Fourth Street) Ettől kezdve mindig az kezdi a licitálást, akinek a legerősebb a nyílt lapja. Itt már nem kötelező tenni, lehet passzolni is. (Check) Amennyiben az első licitálónak a két nyílt lapja egy pár, akkor dönthet úgy, hogy rögtön dupla téttel indít. (Tehát $1/$2-es asztalon két dollárral.)
A licit után újabb nyílt kártya következik (Fifth Street). Innen kezdve mindig a magasabb limittel kell licitálni ($2 az $1/$2-es asztalon.)
Ezután újabb nyílt lap következik. (Sixth Street)
A licit után jön a hetedik lap, ami ismét zárt. Ha több mint egy játékos maradt játékban a licit után, akkor az nyer, akinek a lapjaiből ötöt felhasználva a legerősebb keze van. Először annak kell megmutatnia a lapjait, akinek a négy nyílt lapja a legerősebb. Ha túl sokan maradnak játékban a végéig, és így nem jutna mindenkinek saját lap, akkor a 7. lap egy közös nyílt kártya lesz.

## Weblinkek
- Póker szabályok
- 7 Card Stud[halott link] fulltiltpoker.com